# Vlotbrug (Voorne aan Zee)
Vlotbrug is een voormalige buurtschap in de gemeente Voorne aan Zee in de Nederlandse provincie Zuid-Holland. De naam verwijst naar een vlotbrug die hier lag over het Kanaal door Voorne; er zijn er meerdere geplaatst toen het kanaal tussen 1827 en 1830 aangelegd werd. Sinds de jaren 80 is de buurtschap opgegaan in de wijk De Kooistee van Hellevoetsluis en vormt het geen aparte kern meer. De voetbalvereniging FC Vlotbrug ontleent zijn naam aan de vlotbrug of de buurtschap. Op 1 januari 2023 telde Vlotbrug 300 inwoners, op een oppervlakte van 0,12 km².
1. 1 2  Tabel: Bevolking; maandcijfers per gemeente en overige regionale indelingen, 1 januari 2023, Centraal Bureau voor de Statistiek, Voorburg/Heerlen
2. ↑  GEMENGDE BERIGTEN. Kanaal van Voorne.. Algemeen Handelsblad (15 januari 1831). Geraadpleegd op 13 maart 2024 – via Delpher.

Zuid-Holland: Steden en dorpen      Nederland: Provincies · Gemeenten